# Disclaimer
Een disclaimer, ook wel een oordeelonthouding, voorwaardelijkheidsverklaring of vrijtekening, is een korte tekst waarin iemand zijn of haar aansprakelijkheid in een bepaalde risicohoudende aangelegenheid of situatie afwijst of beperkt.
Het woord disclaimer is afkomstig van het Engelse werkwoord to disclaim, wat "afwijzen" of "verwerpen" betekent.

## Voorbeelden

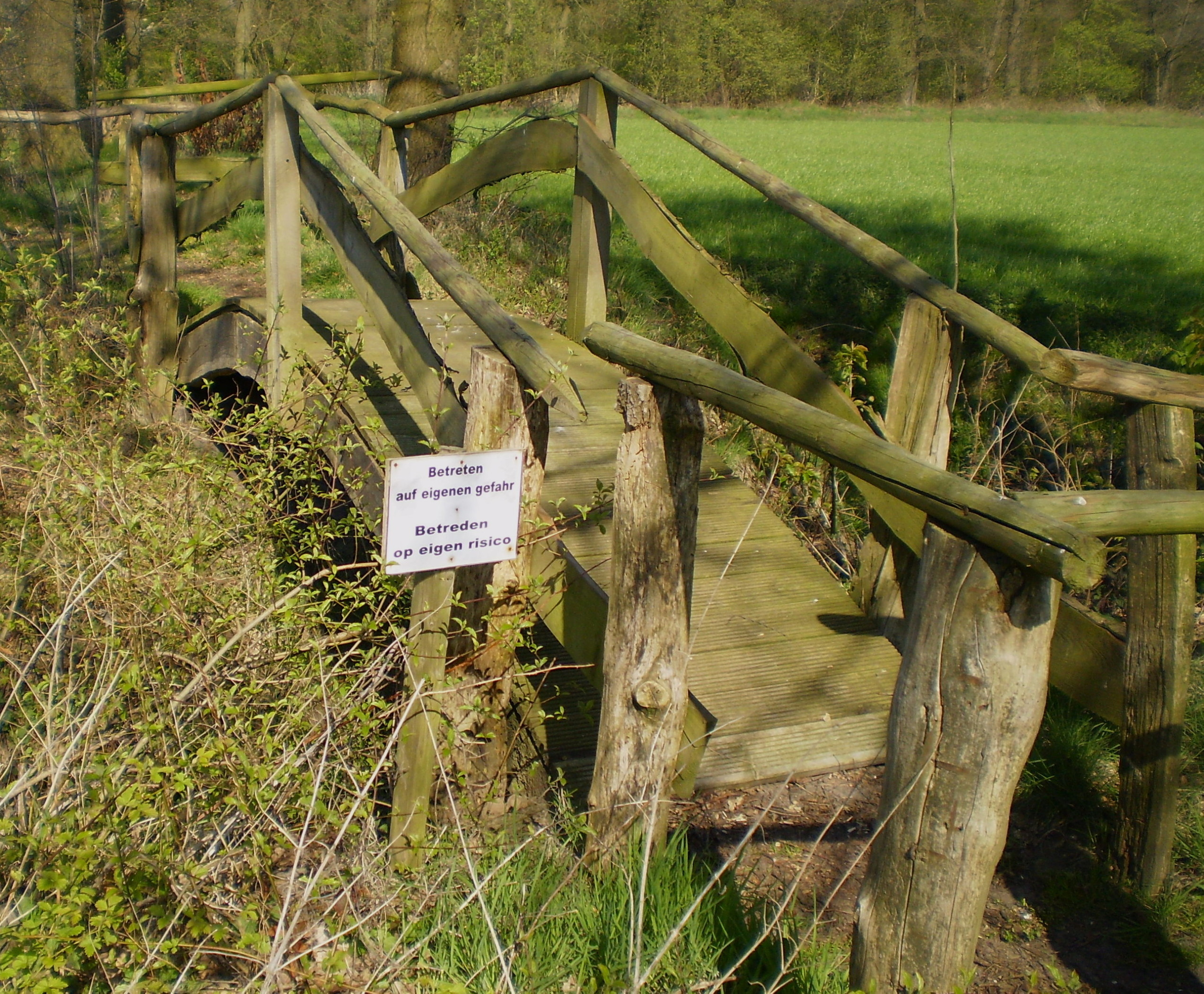
"Betreden op eigen risico"

Enkele vaak gebruikte disclaimers op het internet:
- "Wij zijn niet verantwoordelijk voor pagina’s van externe organisaties waarnaar verwezen wordt."
- "Wij geven geen enkele garantie inzake de juistheid of de volledigheid, of het bijgewerkt zijn van de informatie die op dit systeem werd geraadpleegd of die via dit systeem werd uitgewisseld."
- "Wij kunnen geen garantie bieden betreffende de veiligheid van de website, noch aansprakelijk gesteld worden voor de schade die, rechtstreeks of onrechtstreeks, het gevolg is van een onderbreking in de beschikbaarheid van de site."

Ook in het dagelijks leven komt men vaak disclaimers tegen, zoals:
- "Parkeren op eigen risico"
- "Serveersuggestie"